# 阿尔农河畔马勒伊
阿尔农河畔畔马勒伊（法語：Mareuil-sur-Arnon，法語發音：[maʁœj syʁ aʁnɔ̃]），法国中部市镇，位于中央-卢瓦尔河谷大区谢尔省，隶属于布尔日区，其市镇面积为25.89平方公里，2022年1月1日时人口数量为476人，在法国城市中排名第16,864位。
阿尔农河畔马勒伊位于谢尔省西部，阿尔农河畔，其西侧与安德尔省接壤，多个方向的公路在此交汇。

## 地名来源
“Mareuil”一名可能出自高卢语“maro-ialo”，意为“grande clairière”；“-sur-Arnon”这一后缀于1801年后成为当地官方名称的一部分。

## 历史

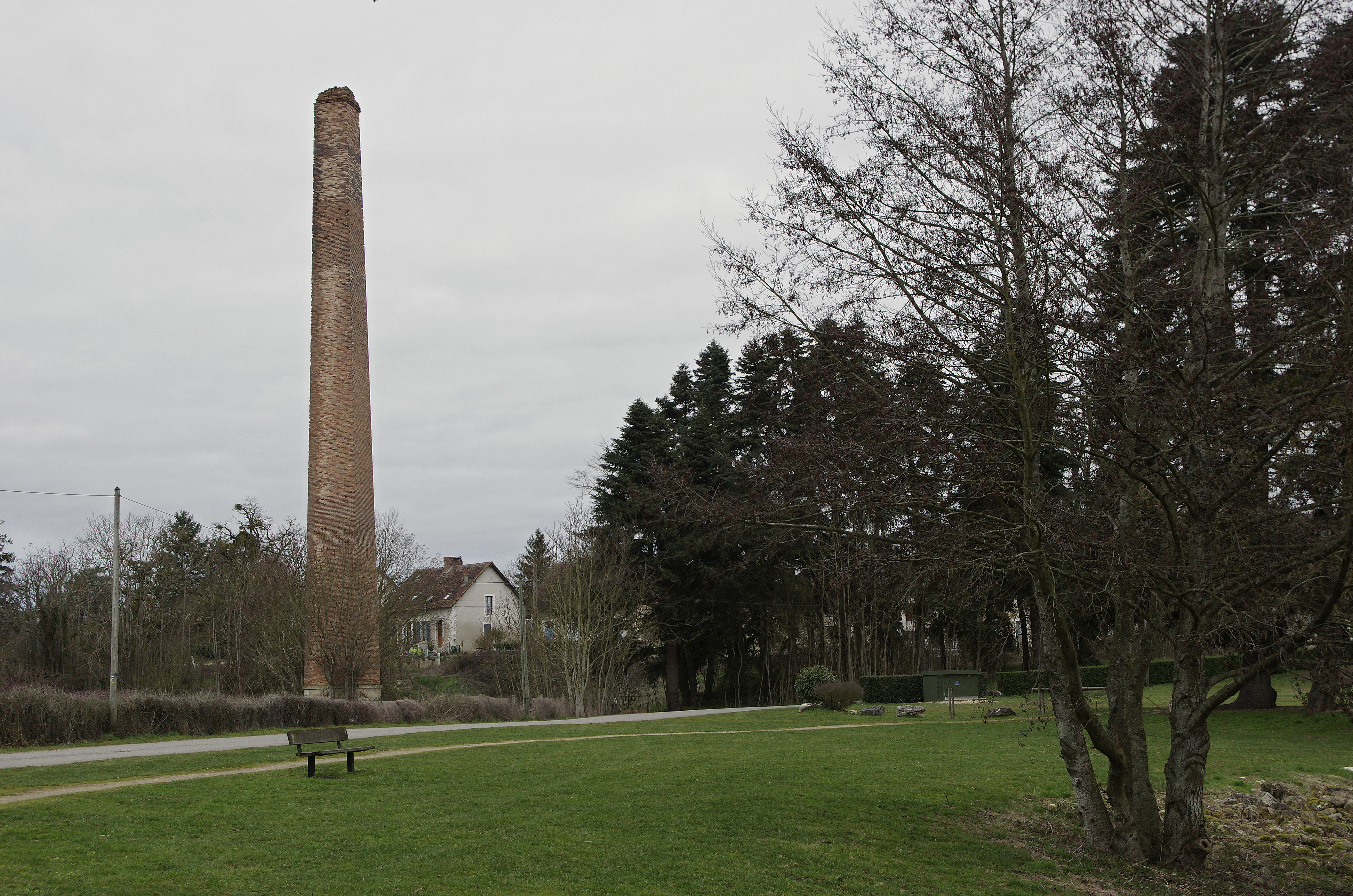
铁厂高炉旧址

阿尔农河畔马勒伊的早期历史尚不清楚。根据当地官方网站的论述，阿尔农河畔马勒伊最初于公元1007年被记载，彼时伊苏丹领主在此地修建了一处城堡。14世纪时，马勒伊境内出现了一处铁窑，此后铁器冶炼成为当地重要的生产活动。法国大革命后，阿尔农河畔马勒伊成为谢尔省的一个市镇。工业革命期间，阿尔农河畔马勒伊境内的铁窑得到机械化生产，并新建了两座高铁炉。19世纪末，阿尔农河畔马勒伊铁厂日趋萎缩并关闭，当地人口数量亦逐年下降。

## 地理

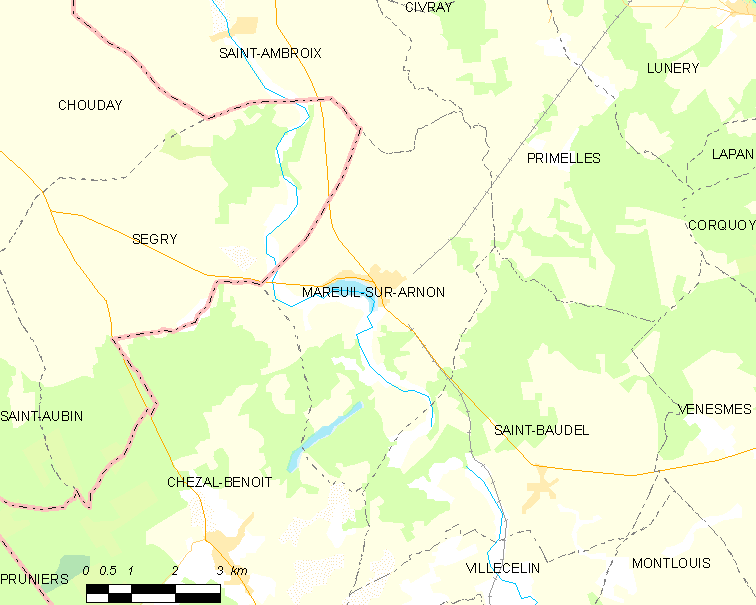
阿尔农河畔马勒伊市镇范围地图

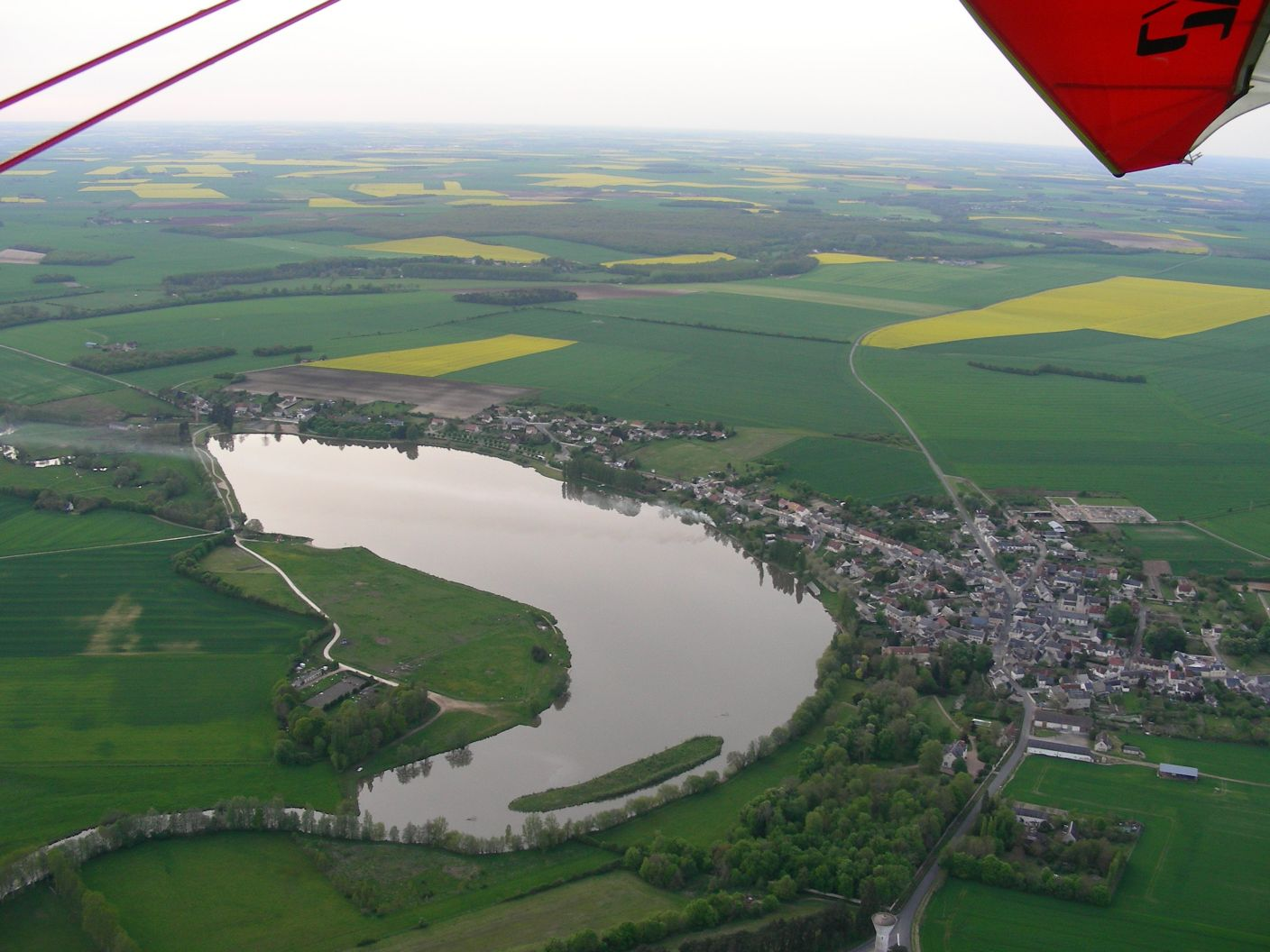
航拍阿尔农河畔马勒伊

阿尔农河畔马勒伊位于法国中部，中央-卢瓦尔河谷大区东南部和谢尔省西南部，距离省会布尔日大约32公里。与阿尔农河畔马勒伊接壤的市镇包括：舍扎勒伯努瓦、普里梅勒、圣博代尔、圣昂布鲁瓦和塞格里。

### 地形
阿尔农河畔马勒伊位于贝里地区腹地，境内以平原和缓丘为主，市镇中心地势较为平坦，河流两侧外缘略有起伏，全境海拔在132到172米之间。

### 水文
阿尔农河畔马勒伊位于卢瓦尔河流域范围内，阿尔农河自东南向西北蜿蜒流经境内，其左岸支流努泽河在此与其交汇。阿尔农河畔马勒伊西侧建有一处人工水坝，并由此形成了一处月牙形的湖泊。

### 植被
阿尔农河畔马勒伊属于温带阔叶混交林区，林地多分布于河流附近，市区南部为小沙树林（Bois du Petit Sable）。
在鲜花城市的评比中，阿尔农河畔马勒伊暂未被评级。

### 气候
阿尔农河畔马勒伊在柯本气候分类法中属于温带海洋性气候（Cfb）。

## 行政区划
阿尔农河畔马勒伊的市镇编号为18137，邮政编号为18290。
在行政管理方面，阿尔农河畔马勒伊隶属于法国中央-卢瓦尔河谷大区谢尔省布尔日区；在地方选举方面，阿尔农河畔马勒伊隶属于沙罗县，其市镇范围全境被划入谢尔省第二选区；在社会管理方面，阿尔农河畔马勒伊是弗洛朗地区市镇公共社区的组成部分。
截至2024年9月，阿尔农河畔马勒伊市镇范围内暂无任何城市敏感街区及城市政策优先街区。
法国国家统计与经济研究所（简称“INSEE”）在进行数据统计时，未将阿尔农河畔马勒伊划入任何城市核心区（Unité urbaine）、城市区（Aire urbaine）及城市辐射区（Aire d'attraction）。此外，INSEE还将阿尔农河畔马勒伊市镇整体看作一个“块区”（IRIS），以便于统计人口分布情况。

## 交通

### 公路
谢尔省省道D14线、D18线和D87线在阿尔农河畔马勒伊境内交汇。中央-卢瓦尔河谷大区城际客运（商业名称为“Rémi”）下属的谢尔省城际客运160线经停阿尔农河畔马勒伊，可通往沙托梅扬、布尔日等地。
2021年，57.6%的阿尔农河畔马勒伊家庭拥有至少一辆私人汽车。2016年，阿尔农河畔马勒伊境内共发生各类交通事故1起，造成1人遇难，2人受伤，其中1人重伤。
| 8 | 38 |

| 8 | 36 |

| 布尔日 | 32 |

| 谢尔河畔圣弗洛朗 | 16 |

| 维耶尔宗 | 42 |

| 沙罗 | 15 |

| 伊苏丹 | 18 |

| 谢尔河畔新堡 | 14 |

### 铁路
距离阿尔农河畔马勒伊最近的运营中的客运铁路车站为11公里外的吕讷里站，该站停靠往返于布尔日/维耶尔宗和蒙吕松一线的区域列车。

### 航空
阿尔农河畔马勒伊距离沙托鲁机场的公路里程大约43公里。

### 城市公共交通
截至2024年9月，阿尔农河畔马勒伊暂无城市公共交通系统。

## 政治
阿尔农河畔马勒伊的现任市长为弗朗索瓦·勒尼耶先生（François LEGNIER），他是一名无党派人士，在2020年的市政选举中获得了100%的支持率（无其他候选人）。
在2022年的法国总统大选的第二轮选举中，法国极右翼政党国民阵线主席玛丽娜·勒庞在阿尔农河畔马勒伊获得了55.02%的支持率。

## 人口
2021年，阿尔农河畔马勒伊市镇人口数量为486，在法国排名第16,864位。其中男性249人，女性237人，75岁及以上人口占14.9%，外籍人口数量为8人，人口密度为19人/平方公里，当地居民被称为（男性）或（女性）。2022年，阿尔农河畔马勒伊境内出生5人，死亡人口8人。
| 阿尔农河畔马勒伊1901年－2021年人口变化情况 |
|                                            |
| 数据来源：Cassini、INSEE                   |

## 经济
2023年，阿尔农河畔马勒伊市镇范围内共有各类用人单位（包含自雇）77家，比上一年新增13家。

## 财政与居民收入
2022年，阿尔农河畔马勒伊的财政收入总额为483,640欧元，财政支出总额为480,250欧元，当年的债务总额为52,400欧元。2022年，阿尔农河畔马勒伊市镇通过增值税获得6,940欧元的收入。
| 阿尔农河畔马勒伊居民收入情况                     | 阿尔农河畔马勒伊居民收入情况 | 阿尔农河畔马勒伊居民收入情况 | 阿尔农河畔马勒伊居民收入情况 |
| 内容                                             | 阿尔农河畔马勒伊             | 法国                         | 统计年份                     |
| ------------------------------------------------ | ---------------------------- | ---------------------------- | ---------------------------- |
| 征税家庭总数                                     | 279                          | 1,081（法国市镇平均）        | 2022年                       |
| 居民平均月收入                                   | 1,892欧元                    | 2,435欧元                    | 2022年                       |
| 高级职员人均月收入                               | 不详                         | 4,331欧元                    | 2021年                       |
| 中级职员人均月收入                               | 不详                         | 2,470欧元                    | 2021年                       |
| 普通职员人均月收入                               | 不详                         | 1,801欧元                    | 2021年                       |
| 贫困率                                           | 不详                         | 14.5%                        | 2020年                       |
| 青壮年（15至64岁）失业率                         | 13.4%                        | 7.4%                         | 2020年                       |
| 征税家庭数量占比                                 | 42.9%                        | 45.5%                        | 2020年                       |
| 家庭年均纳税                                     | 2,164欧元                    | 4,393欧元                    | 2022年                       |
| 资料来源：INSEE、L'Internaute、Le Journal du Net |                              |                              |                              |

## 社会事务

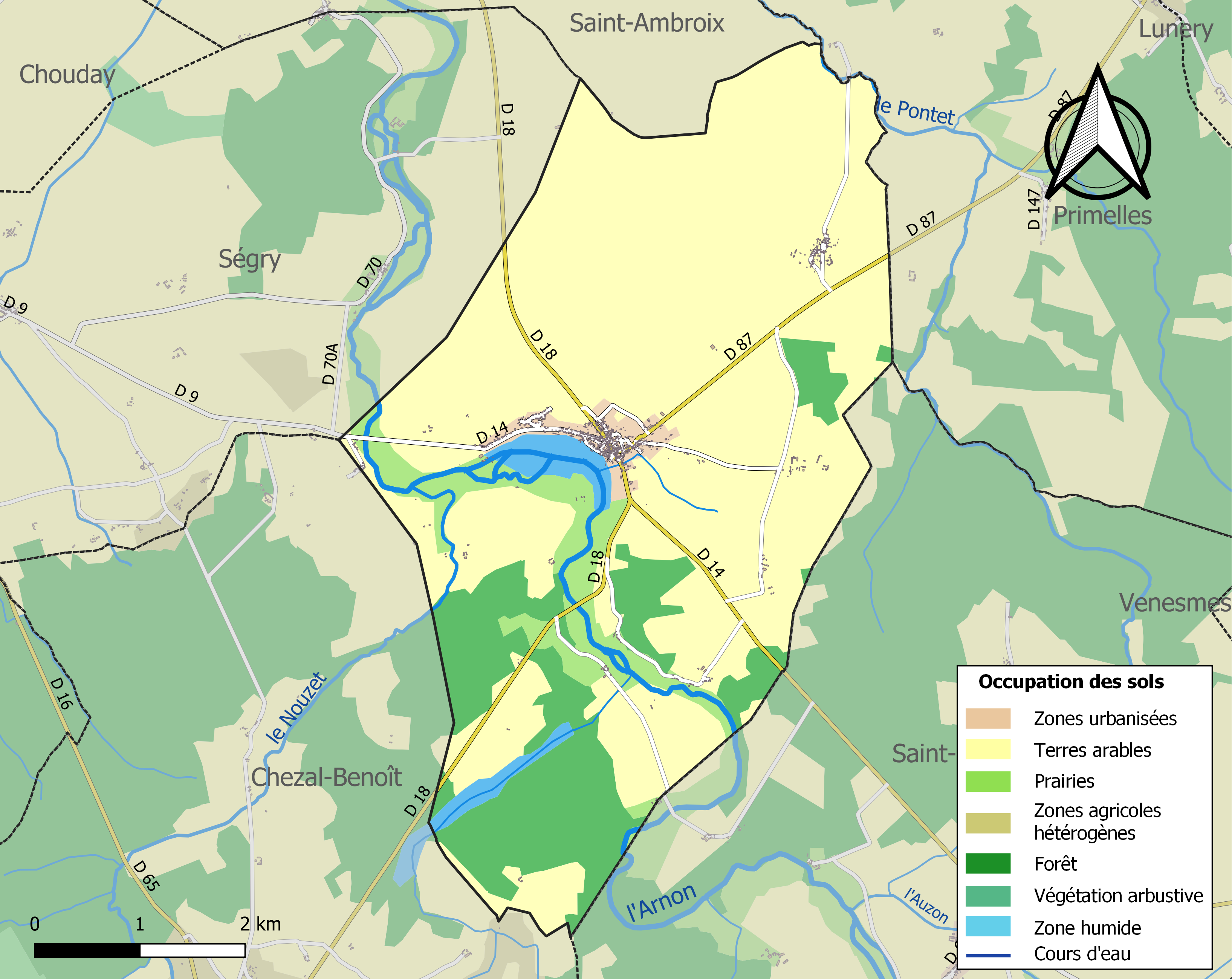
阿尔农河畔马勒伊土地利用情况地图

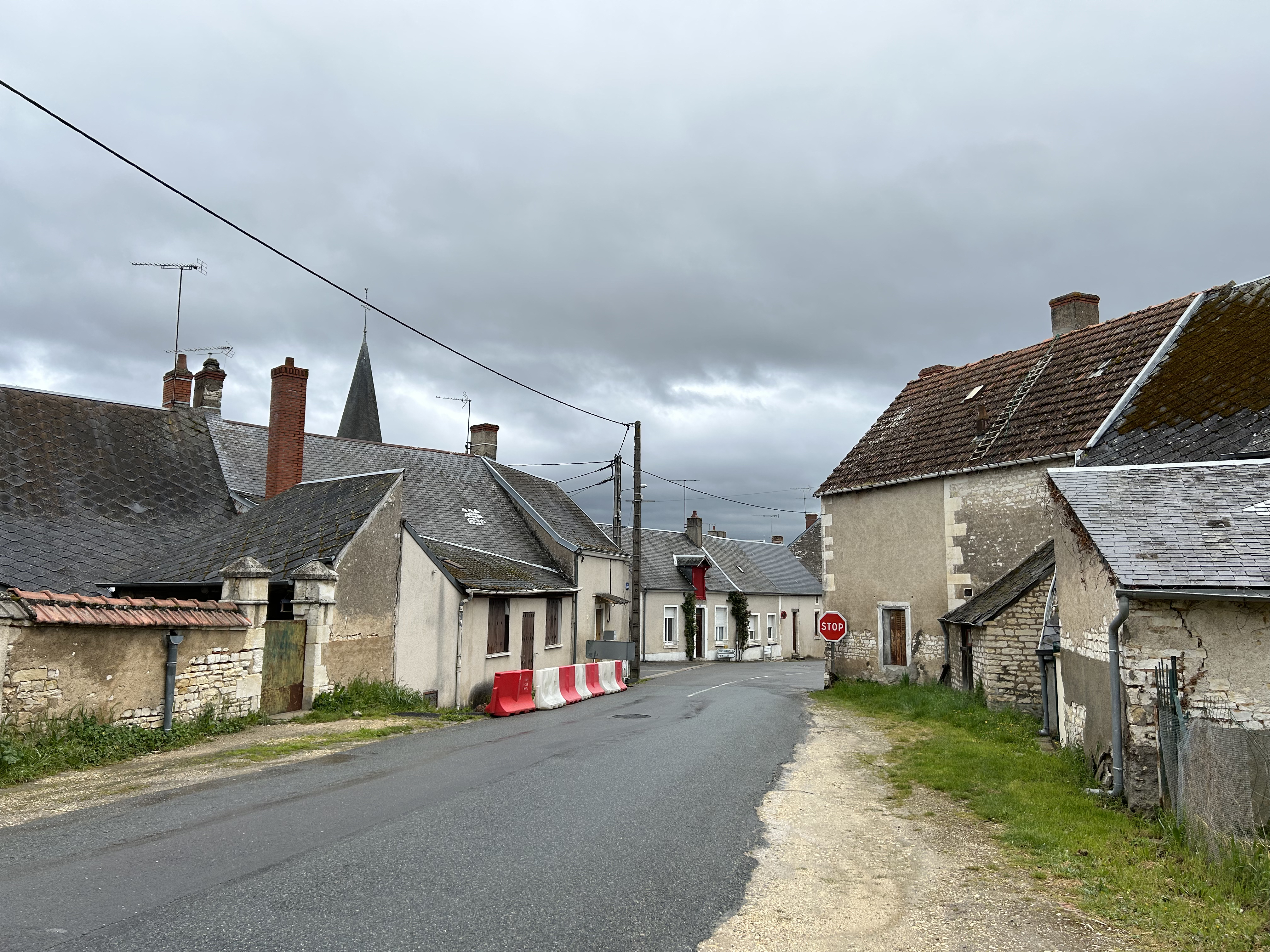
沙罗公路

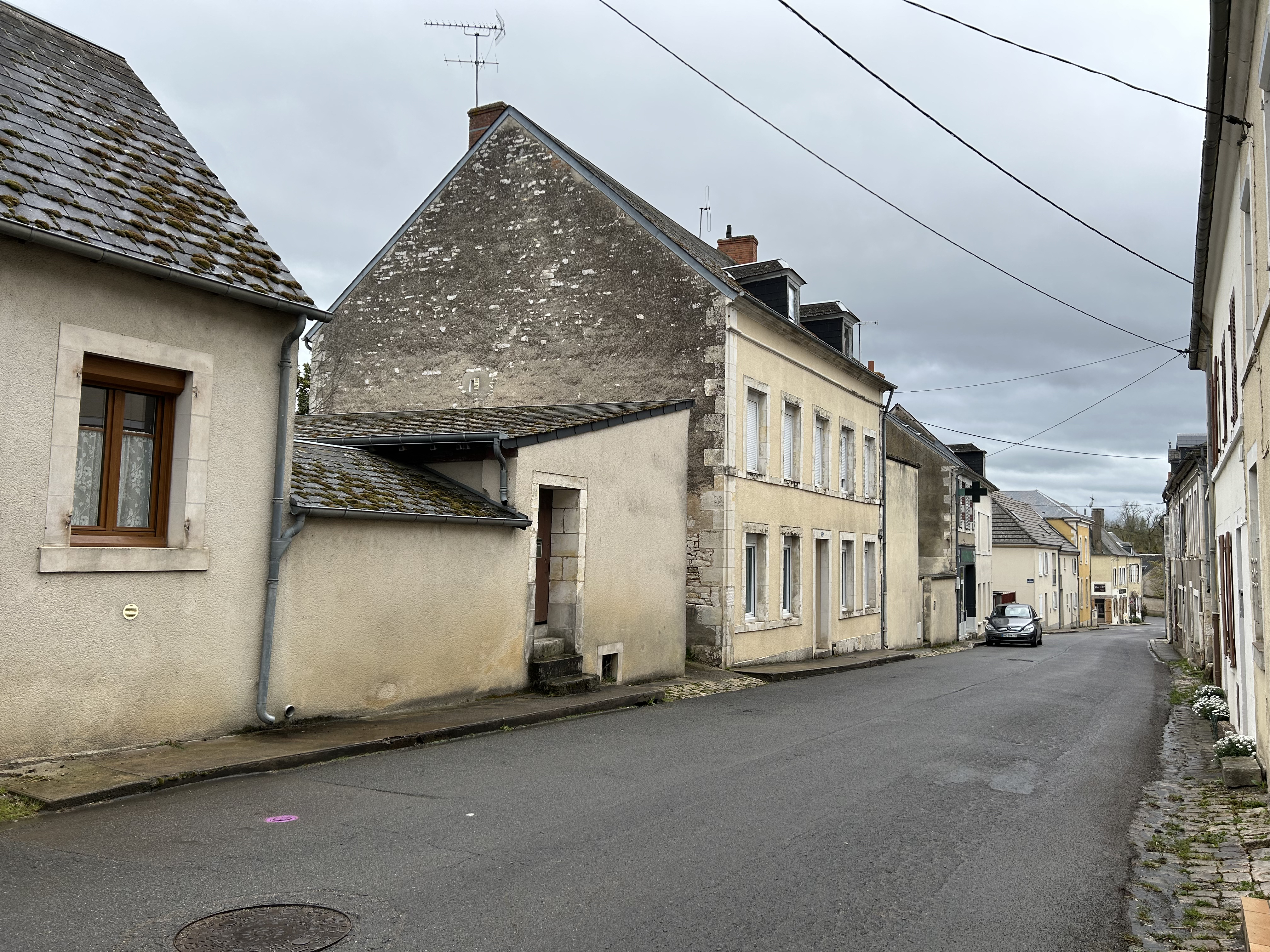
格朗德街附近的民居

### 教育
阿尔农河畔马勒伊属于奥尔良-图尔学区。截至2023年1月1日，阿尔农河畔马勒伊境内共有1所幼儿园。

### 医疗
截至2023年1月1日，阿尔农河畔马勒伊境内共有全科医生1名、护士2名和药房1家。
距离阿尔农河畔马勒伊最近的区域性医疗机构为伊苏丹中心医院（Centre Hospitalier d'Issoudun），其主病区白塔医院（Hôpital de la Tour Blanche）位于伊苏丹市区北侧，距离阿尔农河畔马勒伊市区的正常车程大约18分钟，该院设有床位413个。

### 住房
2021年，阿尔农河畔马勒伊境内共有各类住房415套，其中96.9%为独立式住宅，3.1%为集中式住宅。常住房屋占阿尔农河畔马勒伊市镇范围内居民建筑总量的64.8%。
在住房保障政策方面，2023年，阿尔农河畔马勒伊境内共有30户家庭获得了住房经济补助，受益人数占总人口数量的6.2%，其中10份为房租补助。

### 商业
2021年，阿尔农河畔马勒伊境内共有各类实体商铺12家，其中餐厅2家、杂货店1家、面包房2家、美容美发店2家、汽车维修店1家。

### 体育
2023年，阿尔农河畔马勒伊境内共有1处足球或橄榄球场。
截至2024年9月，阿尔农河畔马勒伊境内共有家注册足球俱乐部。

### 环境
阿尔农河畔马勒伊的环境事务由其所属的弗洛朗地区市镇公共社区联合各级政府协调负责。2021年，阿尔农河畔马勒伊境内暂无污染企业。

### 治安
阿尔农河畔马勒伊及其附近的共55个市镇是维耶尔宗国家宪兵队（zone gendarmerie de Vierzon）的管辖范围。2020年，该宪兵队累计记录各类案件1,459起，其中盗窃类案件708起，经济类案件243起，毒品交易类案件64起。

## 文化

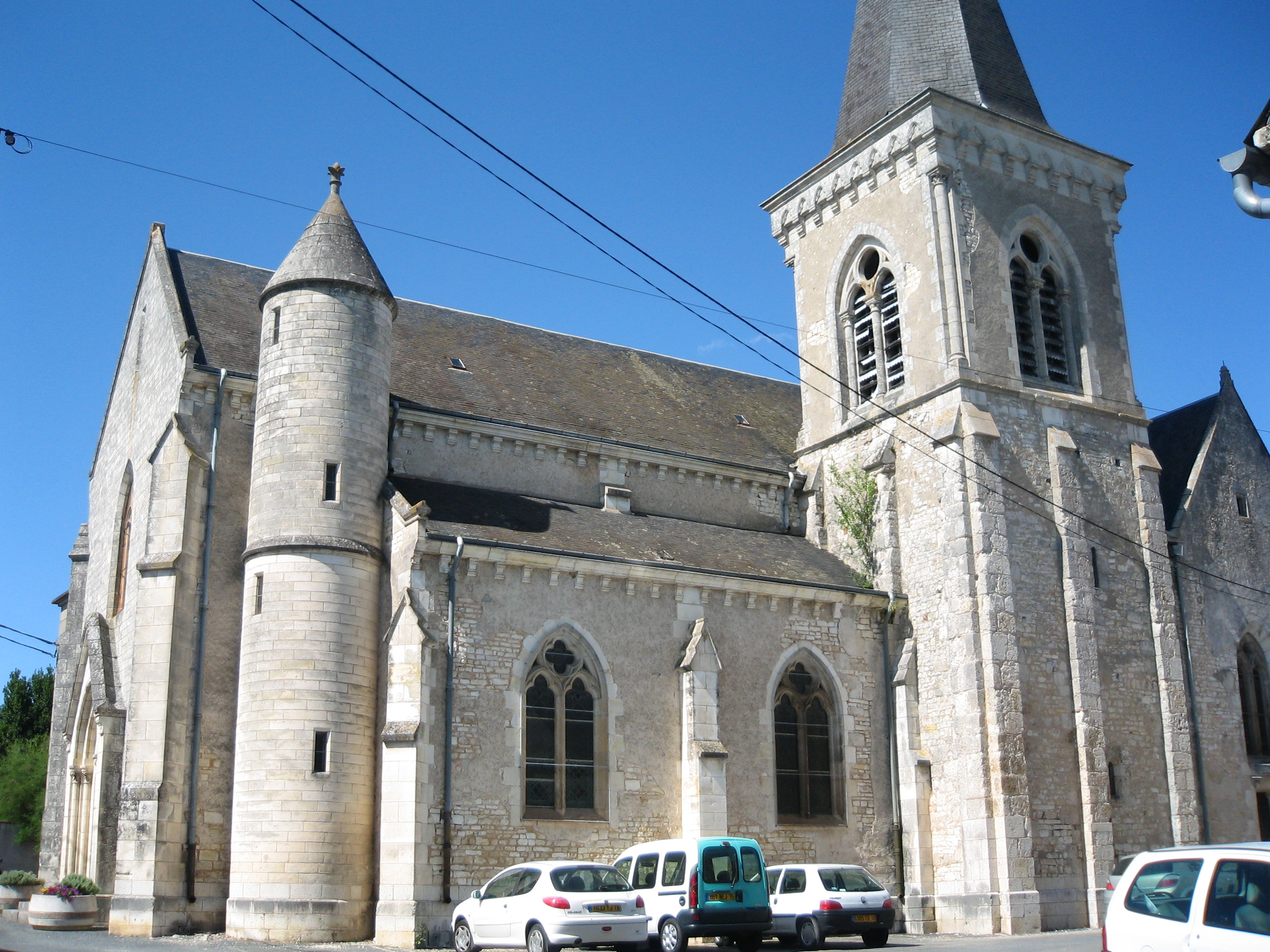
圣母升天教堂

2021年，阿尔农河畔马勒伊境内暂无任何文化设施。阿尔农河畔马勒伊境内建有市政图书馆（Bibliothèque municipale），每周三向公众开放。

### 建筑
阿尔农河畔马勒伊境内有多处历史建筑，其中镇中心的圣母升天教堂（Église Notre-Dame-de-l'Assomption）是当地的地标性建筑物。

### 旅游
阿尔农河畔马勒伊的旅游事务由其所属的弗洛朗地区市镇公共社区联合各级政府协调负责。2024年，阿尔农河畔马勒伊境内共有1个露营地，可容纳共35辆露营车。

### 媒体
法国主要的媒体均可在阿尔农河畔马勒伊接收，法国电视三台下属的中央-卢瓦尔河谷大区频道在部分时段播出阿尔农河畔马勒伊所在谢尔省的地方新闻。《贝里共和党人报》、蓝色法兰西贝里广播、震动广播等是当地主要的地方性媒体。

## 友好城市
截至2024年9月，阿尔农河畔马勒伊暂未建立任何友好城市关系。